# Битка за Вуковар
Битка за Вуковар је оружани сукоб на подручју општине Вуковар у 1991. години у коме су на једној страни били наоружани Хрвати у МУП-у Хрватске и ЗНГ, а на другој страни били су наоружани Срби и ЈНА. Повремене оружане борбе две сукобљене стране на подручју општине Вуковар вођене су од 2. маја 1991. године, а од августа 1991. трајала је стална борба две сукобљене стране за власт над градом. Битка за Вуковар је завршена предајом хрватских војника 18. новембра 1991. године, а према проценама на подручју Вуковара у грађанском рату 1991. укупно је убијено око 3.000 лица и према броју убијених то је највећа битка у 1991. у грађанском рату у СФРЈ.
Битка за Вуковар била је блокада града Вуковара од стране Југословенске народне армије, уз помоћ српских добровољачких снага од краја августа до средине новембра 1991. током рата у Хрватској. Битка се завршила поразом хрватског Збора народне гарде, великим разарањем Вуковара и великим бројем мртвих, рањених и избеглих. Заузимање Вуковара од стране ЈНА и српских формација представљало је велико понижење и утицај на борбени морал хрватских снага које нису повратиле контролу над градом све до 1998. године, мирним путем.

## Вуковар пред битку
Вуковар је важан регионални центар на граници Хрватске и Србије, који се налази на десној обали Дунава. Он је важна лука и центар пре рата етнички измешане области. У општини је по попису из 1991. живело 84.189 становника, од чега су 36.910 (43,8%) били Хрвати, 31.445 (37,4%) Срби, 6.124 (7,3%) Југословени, 1.375 (1,6%) Мађари и 8.335 (9,9%) осталих. Тако су они који су се на попису 1991. изјаснили као Срби и Југословени заједно били су бројнији од Хрвата на подручју општине Вуковар. Због тога, команданти ЈНА вероватно су мислили да у Вуковару бране жеље његовог становништва да остане у Југославији и за ЈНА борба за Вуковар постала је последња већа битка за Југославију.
У самом граду Вуковару је живело око 44.639 становника почетком 1991. године. Најбројнији су били Хрвати са 21.065 становника (47,18%), Срба је било 14.425 становника (32,31%), а Југословена 4.355 становника (9,76%). Већина Срба је живела у центру града, док су Хрвати живели у индустријским предграђима. Пре 1990, становништво је било врло интегрисано, са необично великим процентом мешовитих бракова и људи који су се изјашњавали као Југословени, а не као Хрвати или Срби.
Од вишестраначких избора у СР Хрватској средином 1990. године, на којим је у Вуковару победио Савез комуниста Хрватске (који је од новембра 1990. променио име у Социјалдемократска партија Хрватске), у општини Вуковар власт су држале присталице Југославије, а председник Скупштине општине од краја маја 1990. био је Србин Славко Докмановић (1949—1998). Насупрот томе на републичком нивоу победила странка ХДЗ која је у свом политичком програму јасно истицала жељу за независности тј. одвајање СР Хрватске од СФРЈ и покушавала је умањити политички значај Срба у Хрватској. Од краја 1990. на подручју Хрватске цивили Хрвати могли су купити оружје (пушке) без неких посебних дозвола, а све већи број лица био је наоружан.
У јулу 1990. године, Скупштина општине Вуковар, у којој су већина били Срби и пројугословенски оријентисани Хрвати, одбила је да прихвати нови устав Хрватске којим су Срби изгубили статус конститутивног народа и постали национална мањина. Хрватска влада је због тога наоружавала паравојне снаге тобоже као резервну полицију, да би осигурала превласт на терену.

## Увод у битку и њен почетак
У марту 1991. Томислав Мерчеп, секретар за народну одбрану у општини Вуковар делио је оружје Хрватима. У априлу 1991. дошло је до бежања из Вуковара неких Срба полицајаца, са оружјем, у околна села насељена Србима и тако су стваране на једној страни полиција Хрватске, у којој су остајали већином Хрвати, а на другој страни милиција САО Крајине, у којој су били већином Срби, али настајале су и две одвојене територије које су контролисали Хрвати, односно Срби, на подручју Вуковара.
Напетост је појачана, када пада прва цивилна жртва у Хрватској. Док се враћао са првомајског уранка Србина Стевана Инића, рођеног 1928. године, убио је Хрват Ђуро Геленчир, припадних ХДЗ-ове партијске, етнички чисте хрватске полиције, што је драматично одјекнуло међу Србима, али и неострашћеним Хрватима.
Покушај „редарственика” МУП-а Хрватске да уђу у Борово Село, код Вуковара, и тамо скину српску заставу, а поставе хрватску заставу, довео је до првог већег оружаног сукоба 2. маја 1991. у коме је према саопштењу Извршног већа Скупштине општине Вуковар убијено 12 „редарственика” (МУП Хрватске) и 3 цивилна лица (Срби), а рањено је око 20 лица.
Од сукоба у Борову селу, од почетка маја 1991. влада Хрватске покушавала је да отме власт над Вуковаром и сменила је Докмановића у другој половини јула 1991. године, а његовог заменика у Скупштини општине Хрвата Марина Видића именовала је „повереником” за Вуковар. За улаз (или излаз) у Вуковар и хрватска насеља требала је дозвола од МУП-а Хрватске, а Срби су на улазу у своја насеља поставили страже од припадника милиције САО Крајине.
Група присталица ХДЗ, предвођена Гојком Шушком, политичким емигрантом и успешним канадским угоститељом (касније Хрватски министар одбране), пришуњала се Борову Селу и испалила три пројектила „амбруст”. Нико није погинуо, али су локални Срби, већ потпомогнути сународницима из Србије, појачали одбрану.
Због тога, кретање цивилних лица било је отежано, а ноћу се опасност повећавала јер се често пуцало на куће Срба. Барикаде и напади наоружаних Хрвата против Срба на подручју Вуковара почетком јула 1991. довели су до блокаде целог града, а Хрвати су у нападима на Србе повремено користили и минобацаче и топове.
Почетком августа 1991. са подручја Новог Сада послат је 12. (Новосадски) корпус ЈНА према Вуковару, а у граду су почеле уличне борбе у којима је био велики број убијених на обе стране. Нападима са југа и севера ЈНА и српска ТО узели су крајем лета 1991. подручје западно од града Вуковара (насеља Мартинци и Богдановци), а у граду је остало потпуно опкољено између 2.000 и 3.000 припадника ЗНГ и МУП-а Хрватске.
Две недеље после плитвичког инцидента, за Први мај, неколико полицајаца из Осијека се ушуњало у Борово Село у намери да скине југословенску заставу, истакнуту у част празника, и постави нову хрватску заставу. Стражари су запуцали и двојицу ранили и заробили. Следећег јутра, двадесетак хрватских полицајаца ушло је аутобусом у Борово Село у намери да ослободи заробљене полицајце. Дочекани су паљбом. Дванаест их је погинуло.
Дана 25. јуна 1991, Хрватска је прогласила независност од Социјалистичке Федеративне Републике Југославије. Српски народ у Хрватској се оштро побунио против овог чина, и прихватио се оружја. Подржавао их је српски лидер Слободан Милошевић као и вођство ЈНА. Хрватске паравојне снаге и полиција нису могле да се потпуно одвоје од Југославије, а да пре тога не покоре или протерају Србе и ЈНА.
У овом стадијуму југословенског конфликта, Милошевићеви и циљеви ЈНА су се у неколико тачака разликовали. Сматра се да је Милошевић желео да подржи напоре побуњених српских заједница да се отцепе од независне Хрватске и да се припоје Југославији. Вођство ЈНА је такође подржавало побуну Срба али је имало за циљ да онеспособи и укине нову хрватску државу и одржи Југославију. Према изјавама бившег начелника ЈНА Вељка Кадијевића, циљ ЈНА је био да уђе дубоко у Хрватску, заузме Загреб и уништи њене оружане снаге. Када би тај задатак био остварен, нова Југославија би могла да одређује своје западне границе. Кључни елемент овог плана је била употреба тешко наоружаних снага којим би се заузела област источне Славоније која је насељена Србима, да би се затим даље напредовало на запад до Загреба.
Регион је већ био у стању дугорочне политичке кризе. Водећа хрватска националистичка странка ХДЗ имала је мало директног утицаја на Општину Вуковар, јер на изборима 1990. године није добила ни једно од пет места за представнике општине у парламенту. У јулу 1990. године, скупштина општине Вуковар, у коме су већина били Срби, одбило је да прихвати нови устав Хрватске којим су Срби изгубили статус конститутивног народа и постали национална мањина и око тога се сукобило са хрватском владом. Доминантна странка у скупштини општине била је Савез комуниста Хрватске. Србин Славко Докмановић, по струци пољопривредни инжењер, изабран је за председника Већа.
До пролећа 1991. године, хрватске паравојне формације су се наоружале у Вуковару. Биле су под вођством Мерчепа и имале су намере да започну са терористичким нападима на Србе. Српске паравојне јединице су сместиле своју базу у вуковарском приградском насељу Борово Село, у којем је већину чинило српско становништво. Милитантна пропаганда из Загреба је допринела заоштравању односа и радикализовала велики број грађана, утичући на њих да другу страну виде у најгорем могућем светлу. Стање напетости погоршано је акцијама појединих радикалних чланова ХДЗ-а који су извршавали нападе на српске цивиле и њихову имовину.

## Рани стадијуми конфликта
Док се стање у источној Славонији погоршавало, у самом Вуковару је локални командант паравојних јединица Томислав Мерчеп стекао репутацију по бруталности према локалним Србима. Најмање 80 Срба је убијено или нестало приликом напада Мерчепових паравојних снага. Још пре првих жртава 9. априла 1991. године Докмановић је написао драматично писмо хрватском председнику Фрањи Туђману изјављујући „да је тренутно стање у Вуковару веома критично и да прети да сваког тренутка ескалира у међуетнички сукоб са могућим трајним, трагичним и непредвидивим последицама, што је посебно наглашено све учесталијим наоружавањем цивилног становништва које се наставља и које ствара атмосферу страха и потпуног одсуства поверења становништва у било коју владину институцију”.
Као датум почетка рата се узима 29. јул 1991. када су два припадника ЈНА који су из вуковарске касарне, где је био смештен 12. понтоњерски батаљон ЈНА са регрутима на редовном служењу војног рока, дошли у пошту у Борово Насеље, да предају писма. Ту их је напала патрола хрватске полиције. Они су успели да се одбране и некако се вратили у касарну. Наредни дан је и касарна у Вуковару била опкољена и није заузета током целог времена рата. Генералштаб ЈНА у складу са својим уставним овлашћењима интервенише, тада још увек важеће државе СФРЈ. Наредних месеци из Србије долазе јединице ЈНА које су биле послате да одблокирају касарну, а терористе ухапсе.
У покушају да одузме Србима локалну власт у општини Вуковару, влада у Загребу је сменила Општинско веће и његовог председника у јулу 1991. Они су замењени комесаром хрватске владе Марином Видићем Билијем. Ово је још више удаљило локалне Србе, а Били је схватио да терор над Србима има негативне последице по хрватске интересе на терену. Марин Видић Били је 18. августа 1991. написао драматично писмо целом хрватском политичком врху да Мерчепова група убија Србе, упада у српске станове, куће, краде кола, камионе, диже кафиће у ваздух, одводи Србе и убија их. Такво дивљање хрватских екстремиста изазвало је српски противодговор, па је током јула и августа 1991. године хрватска влада прогресивно губила контролу над источном Славонијом, а српске снаге су често уз подршку јединица ЈНА које су биле стациониране у близини, побеђивале хрватске екстремне снаге и постављали барикаде и минска поља.
ЈНА је заузела позиције на десној страни Дунава, а бојни бродови ЈНА су патролирали реком. Спорадични минобацачки напади на Вуковар су почели у јулу, а далекометна артиљерија је почела да гађа град почетком августа. До краја августа је број становника града пао на око 15.000. Становништво које је остало су сачињавали Хрвати, Срби и људи других националности. Вуковар је у том моменту већ био у великом делу окружен територијом под српском контролом, а од 25. августа почињу редовна гранатирања и ваздушни напади на град. Међутим, још увек није било покушаја да се град пешадијски заузме. Борба се у принципу састојала у интензивној размени ватре између територија под српском и хрватском контролом.
У борбама за Вуковар учествовале су и добровољачке јединице на страни државне војске. Процена је да њихових припадника није било више од 800. Те јединице су: Српска добровољачка гарда, познатија као Арканови Тигрови под вођством команданта Жељка Ражнатовића, добровољци Српске радикалне странке и Бели орлови. Тактика ЈНА код ослобађања Вуковара је била крени-стани што је умртвљавало борбени морал.

### Хрватске снаге
У Вуковару се под потпуном или делимичном опсадом налазило око 2.000 припадника хрватских паравојних снага, 204. бригаде Збора народне гарде (ЗНГ) и Министарства унутрашњих послова (МУП) Хрватске. Били су релативно слабо наоружани и имали су мало тешког наоружања, али су набавили додатно оружје након заузимања касарни ЈНА широм Хрватске. Ишле су им на руку и одбрамбене предности које је пружао градски терен. Сво време током битке за Вуковар десетине хиљада припадника хрватских снага покушавало је да продре до Вуковара и помогне снагама у опсади. Веома дуго трајало је смењивање јединица у граду и долазак свежих снага и оружја. Веома дуго трајао је и велики притисак на српске снаге, које су опседале град.
Миле Дедаковић - Јастреб — заменик команданта, и Бранко Борковић — командант хрватских снага, одиграли су кључну улогу у смишљању дефанзивне тактике која је задржала ЈНА ван Вуковара током дужег временског периода. Направили су здружену командну структуру која је створила једну бригаду од претходно одвојених елемената. Њихова тактика се базирала на интегрисаном одбрамбеном систему који је укључивао минирање прилазних путева, антитенковске тимове, снајпере и добро утврђене одбрамбене положаје. Ова комбинација је имала за циљ да успорава и разбија нападе ЈНА до момента када би контранапад натерао ЈНА на повлачење.

## Крај битке
Покушај Хрватске војске да са тенковима из правца Винковаца и Нуштара, а преко Маринаца дође до Вуковара завршен је неуспехом средином октобра 1991. године.
Број хрватских војника у Вуковару од августа се смањивао (погибије и извлачење из окружења) и на крају опсаде вероватно их је било између 1.700 и 2.000.
Насупрот броју хрватских војника, број војника ЈНА (са ТО САО Славоније, Барање и западног Срема) на подручју општине Вуковар повећаван је до октобра 1991. када је било најмање око 4.000, а вероватно до око 6.000 војника ЈНА, али на ширем подручју Вуковара ЈНА и српска ТО имали су још до 10.000 припадника.
ЈНА је искористила предност у наоружању и борбеност добровољаца и ослобађала је улицу по улицу у Вуковару, а из подрума су излазили цивили, који су тамо боравили данима и седмицама. Број убијених је растао, а од гранате минобацача, док се кретао од Бршадина према Боровом насељу, 4. новембра 1991. убијен је и генерал-мајор Младен Братић, командант Новосадског корпуса. Хрватска војска и усташе у граду држали су Борово насеље и Митницу средином новембра, али били су пред поразом и Миле Дедаковић Јастреб, командант ЗНГ за Вуковар, наредио је својим војницима да се предају ЈНА 18. новембра 1991.
Када је ЈНА улазила у град, примећено је приликом изласка цивилних лица из подрума и склоништа у Вуковару да међу њима има веома мало Срба, а брзо је откривено да су неки војници Хрватске и усташе које су биле са њима у делу града који су држали извршили велики број убистава Срба (деце, жена и мушкараца).

## Цивилне и друге жртве
Према једној процени Владе Републике Хрватске из децембра 2003. у Вуковару је убијено око 1.100 цивила, а рањено је око 4.000 особа. На подручју Вуковара у грађанском рату у Хрватској 1991. укупно је убијено око 3.000 лица, а према неким проценама убијено је око 1.600 војника (при чему је део војника убијен после предаје, а не у борбама) и одатле следи да је у време борби за Вуковар могло бити убијено око 1.400 цивила.
У емисији ХРТ-а, Недјељом у два, од 15. децембра 2013. Ведрана Рудан у 21. минуту говори да је Туђман Линићу наредио да цивиле који су се налазили у избеглиштву у Опатији и Ловрану вози у Вуковар. Линић је то одбио и Туђман је сам морао да организује превоз. Тако је одвео у смрт многе јер му је био потребан материјал за пропагандни рат. О истој теми је проговорио и водитељ Дневника ХРТ-а Зоран Шпрајц, па је због тога привремено суспендован.

### Југословенска/српска војска
Шест година после рата постојале су веома различите процене о броју убијених војника ЈНА и добровољца (Срба) који су помагали ЈНА. Навођено је да је командант штаба Хрватске војске генерал Антон Тус говорио да су ЈНА и српска страна у вуковарској операцији изгубиле „око 10.000 војника”, али у новембру 1997. Милан Миливојевић, пуковник ЈНА у пензији и један од команданата у борбама за Вуковар, одговорио је: „Према мојим подацима, у борбама је погинуло максимално 300 војника ЈНА.” У исто време новинар Мирослав Лазански рекао је: "на страни ЈНА, ТО и добровољачких јединица погинуло је тачно 1.103 припадника: " Према једној новијој процени „око 600 војника у ЈНА и српској ТО” је убијено у борбама за Вуковар. Према незваничним српским проценама, током битке за Вуковар, југословенске и српске снаге су имале и 2.500 рањених војника.

### Хрватска војска
Велике разлике постоје и у процени броја убијених хрватских војника током борби за Вуковар. Изгледа да је највећи број поново споменуо командант штаба Хрватске војске, генерал Антон Тус, када је говорио да је у вуковарској операцији хрватска војска изгубила „1.850 бораца и да их је још 2.000 нестало”, то јест збирно 3.850 војника. Постоји једна хрватска процена да је убијено на подручју целе Вуковарско-сремске жупаније погинуло 1.014 војника у оружаним снагама Хрватске, а из редова ЈНА Веселин Шљиванчанин је говорио да је погинуло до 1.000 војника и полицајаца Хрватске у Вуковару, али постоји претпоставка да је он је у тај број вероватно убројао и око 200 војника Хрватске који су стрељани на крају битке на Овчари, то јест да је у борбама за Вуковар убијено око 800 војника и полицајаца Хрватске. Према званичним проценама у влади Хрватске 2003. године, хрватске снаге су током битке за Вуковар имале 921 погинулог и 770 рањених војника.

### Заробљеници и ратни злочини
Током битке почињено је више ратних злочина убијањем Срба цивила у граду, а најпознатије злочине победници су учинили убијањем заробљених војника Хрвата на крају битке (Трпињска цеста и Овчара).